# Asociación de Fútbol de las Islas Turcas y Caicos
La Asociación de Fútbol de las Islas Turcas y Caicos (en inglés Turks and Caicos Islands Football Association), es el organismo que rige al fútbol en Islas Turcas y Caicos. Fue fundada en 1996, afiliada a la FIFA en 1998 y a la CONCACAF en 1996. Es la que organiza la WIV Liga Premier y está a cargo de la Selección de fútbol de Islas Turcas y Caicos y la Selección femenina de fútbol de Islas Turcas y Caicos además de todas las categorías inferiores.